# ثوم ميريك
ثوم ميريك (بالإنجليزية: Thom Merrick)‏ هو فنان أمريكي، ولد في 1963 في ساكرامنتو في الولايات المتحدة.